# فرودگاه بین‌المللی الیاندرو ولاسکو استیت
فرودگاه بین‌المللی الیاندرو ولاسکو استیت (به انگلیسی: Alejandro Velasco Astete International Airport) (به زبان بومی: Aeropuerto Internacional Alejandro Velasco Astete) یک فرودگاه همگانی با کد یاتا CUZ است که یک باند فرود آسفالت دارد و طول باند آن ۳۳۹۷ متر است. این فرودگاه در شهر کوسکو کشور پرو قرار دارد و در ارتفاع ۳۳۱۰ متری از سطح دریا واقع شده‌است.